# 류 라이타
류 라이타(竜 雷太, 1940년 1월 21일 ~), 본명 하세가와 타츠오(長谷川 龍男)는 일본의 배우이다.
오사카부 미노오시 출신이며, 미후네 프로덕션, 다나카 프로모션, 액터즈 프로모션을 거쳐 아트 프로모션에 소속해있다. 아들은 한국에서 기타 연주자로 활동 중인 하세가와 요헤이이다.닛테레에서 방영된 형사 드라마《太陽にほえろ！(태양에 짖어라)》에 1972년부터 1982년에 출연 해 인기를 얻었다.

## 출연

### 드라마
- 《太陽にほえろ！(태양에 짖어라)》(1972년 ~ 1982년, 닛테레)
- 대하드라마
  - 도쿠가와 이에야스 (1983년) - 스이폰 (제32회 이후는 텐카이로 개명) 역
  - 독안룡 마사무네 (1987년) - 다테 사네모토 역
  - 나는 듯이 (1990년) - 카와구치 셋호 역
  - 8대 쇼군 요시무네 (1995년) - 미우라 타메타카 역
  - 겐로쿠 요란 (1999년) - 치사카 효부 역
  - 아오이 도쿠가와 삼대 (2000년) - 가모 사토이에 역
  - 풍림화산 (2007년) - 아마리 토라야스 역
  - 군사 칸베에 (2014년) - 쿠로다 시게타다 역
  - 세고돈 (2018년) - 즈쇼 히로사토 역
- NHK 신 대형 시대극 「사나다 태평기」（1985년） - 카토 키요마사 역
- 1995년 《별의 금화》
- 1999년 《케이조쿠》 노노무라 코타로 역
- 2003년 《닥터 고토 진료소》
- 2003년 《미녀 혹은 야수》
- 2006년 《결혼 못하는 남자》
- 2007년 《의룡2》
- 2008년 《블러디 먼데이》
- 2009년 《원한해결사무소 스페셜2》
- 2010년 《SPEC: 경시청 공안부 공안 제5과 미상 사건 특별 대책계 사건부》 노노무라 코타로 역
  - 2012년 《SPEC: 상》
- 2011년 《런어웨이: 사랑하는 너를 위해》
- 2012년 《13세의 헬로워크》
- 2012년 《최고의 인생을 마감하는 방법, 엔딩 플래너》
- 2012년 《닥터-X~외과의 다이몬 미치코~ 제1화》 쿠보 시게루 역
- 2013년 《스트로베리 나이트 애프터 더 인비저블 레인 〈침묵 원망 / 사일런트 머더〉》 타니가와 마사츠구 역

### 영화
- 1981년 《역》
- 2000년 《케이조쿠 극장판》
- 2007년 《자학의 시》
- 2008년 《20세기 소년》
- 2010년 《골든 슬럼버》
- 2012년 《극장판 SPEC: 천》